# Roberto Zavalloni
Padre Roberto Zavalloni, al secolo Augusto Zavalloni (Cervia, 25 maggio 1920 – Bologna, 15 ottobre 2008), è stato un presbitero, pedagogista e psicologo italiano.

## Biografia
Appartenente all'Ordine Francescano fin dal 1936 e ordinato sacerdote nel 1943 nella Diocesi di Bologna, ha insegnato pedagogia speciale alla Sapienza di Roma fino al 1990. Laureatosi in filosofia nel 1948 alla Pontificia Università Antonianum, completò gli studi specializzandosi, nel contempo, in sociologia alla Pontificia Università Lateranense, quindi in psicopedagogia, dal 1952 al 1962, iniziando all'Università Cattolica di Lovanio e completando la formazione in varie sedi universitarie americane e canadesi.
Dal 1954 al 1958, fu assistente alla cattedra di psicologia dell'Università Cattolica di Milano, tenuta da Padre Agostino Gemelli, quindi, dal 1959, docente di psicologia alla Sapienza, dove insegnerà fino al 1990. Dal 1952, insegnò pure psicologia sperimentale e psicologia pastorale alla Pontificia Università Antonianum, di cui sarà pure rettore dal 1969 al 1975.
Importante pedagogista e docente, fra i primi ad occuparsi di pedagogia speciale, è stato uno dei maggiori rappresentati dell'educazione cattolica italiana del XX secolo, operando anche all'interno della Congregazione per l'Educazione Cattolica della Curia romana.

## Opere principali
- Personalità e educazione: principi di psicoterapia educativa, Tipo-litografia R. Pioda, Roma, 1953.
- Studi psico-pedagogici sulla vocazione, Editrice La Scuola, Brescia, 1961.
- Orientamenti educativi per le Religiose (con Silvio Riva), Editrice La Scuola, Brescia, 1962.
- Psicologia religiosa: orientamento per la catechesi, Tipo-litografia R. Pioda, Roma, 1963.
- La psicologia clinica nell'educazione, Vita e pensiero, Milano, 1963.
- Psicologia pastorale, Marietti Editore, Torino, 1965.
- La libertà personale: psicologia della condotta umana, Vita e pensiero, Milano, 1965.
- Conoscere per educare, Editrice La Scuola, Brescia, 1966.
- Psicopedagogia delle vocazioni, Editrice La Scuola, Brescia, 1967.
- La pedagogia speciale e i suoi problemi (a cura di), Editrice La Scuola, Brescia, 1967.
- Compendio di psicologia pastorale, Marietti Editore, Torino, 1968.
- La pedagogia speciale e i suoi metodi (a cura di), Editrice La Scuola, Brescia, 1969.
- Introduzione alla pedagogia speciale, Editrice La Scuola, Brescia, 1969 (con successive edizioni).
- Le strutture umane della vita spirituale, Editrice Morcelliana, Brescia, 1971.
- Orientare per educare, Editrice La Scuola, Brescia, 1977.
- Sviluppi e prospettive della pedagogia speciale (a cura di), Editrice La Scuola, Brescia, 1978.
- Elementi di psicopatologia educativa, Pubblicazioni dell'Università degli Studi "La Sapienza", Roma, 1982.
- La personalità in prospettiva sociale (con Ferdinando Montuschi), Editrice La Scuola, Brescia, 1982.
- La personalità in prospettiva morale (con Rina Gioberti), Editrice La Scuola, Brescia, 1982.
- Conoscere per educare: guida alla conoscenza dell'alunno, Editrice La Scuola, Brescia, 1983.
- Introduzione alla didattica differenziale, Editrice La Scuola, Brescia, 1983.
- La dottrina mariologica di Giovanni Duns Scoto (con Eliodoro Mariani), Edizioni Antonianum, Roma, 1987.
- Psicologia della speranza: per sentirsi realizzati, Edizioni Paoline, Torino, 1991.
- La personalità di Francesco d'Assisi. Studio psicologico, EMP, Padova, 1991.
- Giovanni Duns Scoto, maestro di vita e pensiero, Edizioni Porziuncola, Perugia, 1993.
- La personalità di Chiara D'Assisi. Studio psicologico, Edizioni Porziuncola, Perugia, 1993.
- L'uomo e il suo destino nel pensiero francescano, Edizioni Porziuncola, Perugia, 1994.
- Pedagogia francescana. Sviluppi e prospettive, Edizioni Porziuncola, Perugia, 1995.
- Antonio di Padova, educatore pastorale, Edizioni Porziuncola, Perugia, 1995.
- Educarsi alla responsabilità, Edizioni Porziuncola, Perugia, 1996.